# Marshall Moran
Pour les articles homonymes, voir Moran.
Marshall D. Moran, né le 29 mai 1906 à Chicago (États-Unis) et mort le 14 avril 1992 à New-Delhi (Inde), est un prêtre jésuite américain, missionnaire en Inde et au Népal où il a fondé plusieurs institutions d’enseignement, dont les collèges Saint-Xavier de Patna (Inde) et Saint-Xavier de Godavari, à Katmandou (Népal). Éducateur de renom, il est également connu pour être le pionnier de la radio amateur au Népal.

## Biographie

### Formation religieuse
Entré au noviciat de la Compagnie de Jésus le 31 août 1924, Marshall Moran y reçoit une formation spirituelle et académique initiale avant de partir comme missionnaire en Inde en 1929. Son premier poste est au collège de Bettiah dans le Bihar. Il fait ensuite ses études de théologie préparatoire au sacerdoce au théologat jésuite de Kurseong (aujourd’hui ‘Vidyajyoti College', à Delhi) ; il y est ordonné prêtre par l’archevêque de Calcutta, Mgr Ferdinand Perier, le 21 novembre 1935.

### Éducateur en Inde
Lorsque le collège Saint-Xavier de Patna, capitale du Bihar, ouvre pour la première fois ses portes, en 1940, Moran en est le directeur. Il en est considéré comme le fondateur. Il y révèle des qualités d’éducateur-né. Doté d'une excellente mémoire, il connaît ses élèves par leur nom, rencontre fréquemment leurs parents et a de bons contacts avec les autorités de l'état de Bihar. En peu de temps Saint-Xavier devient un ‘collège modèle’ très apprécié : le nombre d'étudiants s’élève à quelque 700. 

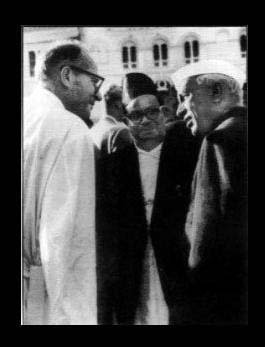
Le père M. Moran avec Nehru, à Patna (1948)

Un internat dépendant du collège reçoit 150 d’entre eux. Les étudiants sont d'origine très diverse, certains venant de différents districts du Bihar mais également des états indiens voisins et de villes éloignées, du Bengale, de Calcutta et surtout du Népal. 
À la demande d’un haut fonctionnaire de l’état princier indépendant de Jaipur (aujourd’hui au Rajasthan), il y ouvre un collège.

### Éducateur au Népal
La présence de nombreux jeunes népalais à Saint-Xavier le font indirectement connaître dans leur pays. De plus comme membre du sénat de l’université de Patna, il visite régulièrement Katmandou pour y superviser les examens des facultés universitaires de Trichandra (dépendantes de l’université de Patna). Il gagne la confiance des autorités du royaume himalayen qui lui demandent d’ouvrir une école dans leur pays. La demande est inhabituelle et insolite, car il n’y a aucune présence chrétienne au Népal.
Maison et terrain sont octroyés à Godavari, un village situé à une quinzaine de kilomètres au sud de la ville de Katmandou. En 1951, le collège Saint-Xavier de Godavari ouvre ses portes. C’est la première institution chrétienne dans le royaume hindou et Marshall Moran est le premier prêtre catholique à résider au Népal depuis 1721.

### Radioamateur
En 1947 Moran obtient une licence de radioamateur en Inde avec l'indicatif d'appel VU2SX. En 1951, étant transféré à Godavari (Katmandou) il y crée une station de radioamateur : l’indicatif d’appel est 9N1MM. Ce faisant, il devient le premier opérateur de radio privée au Népal. Sa localisation en un lieu quasi inconnu du monde de la radio fait qu’il sera en contact avec quelque 90 000 radioamateurs du monde entier. Son indicatif d'appel, le 9N1MM (‘Nine-En-One-Mickey-Mouse’) sa localisation unique et son contact agréable font de lui un des plus célèbres radioamateurs de son temps. Lorsqu’en voyage hors du Népal il est fort recherché comme conférencier et fréquemment invité aux réunions de radioamateurs.
Maître d’une technologie encore peu connue au Népal il n’est pas rare qu’il soit sollicité et participe comme opérateur-radio à des événements nécessitant des contacts urgents et une communication rapide, y compris pour des opérations de sauvetage lors de tremblements de terre ou d’inondations, ou pour venir à la rescousse de grimpeurs perdus ou en détresse dans les montagnes de l’Himalaya. Pour cet engagement et sa disponibilité, il reçoit une décoration du roi du Népal, Birendra. Il est également honoré de l’International Humanitarian Award conféré par l'American Radio Relay League.
Au début du mois d’avril 1992 Moran est admis dans un hôpital de Katmandou. Les médecins diagnostiquent une leucémie. Pour y poursuivre un traitement plus adapté à la maladie il est transféré dans un hôpital de New-Delhi, en Inde. Il meurt peu de temps après son arrivée dans la capitale indienne, le 14 avril 1992.

## Hommage
- La Marshall Moran Memorial School à Maheshpur, district de Jhapa, au Népal oriental.

## Source
- Jim Cox (ed): We, band of brothers, (2 vol.), Patna Jesuit Society, Patna, 1996.